# وستوود (شهرستان چستر، پنسیلوانیا)
وستوود (به انگلیسی: Westwood) یک منطقهٔ مسکونی در ایالات متحده آمریکا است که در شهرستان چستر، پنسیلوانیا واقع شده‌است. وستوود ۱٫۲ کیلومتر مربع مساحت و ۹۵۰ نفر جمعیت دارد و ۱۰۹٫۷۳ متر بالاتر از سطح دریا واقع شده‌است.